# Gisela Striker
Gisela Striker (* 26. November 1943 in Deutschland) ist eine deutsche Autorin und Philosophiehistorikerin auf dem Gebiet der antiken Philosophie und emeritierte Professorin für Philosophie und Classics an der Harvard University. Ihre Arbeitsschwerpunkte sind Erkenntnistheorie und Ethik.

## Leben
Nach dem Studium der Philosophie und der Klassischen Philologie in Hamburg, Göttingen und Oxford und der Promotion in Philosophie an der Georg-August-Universität Göttingen lehrte sie von 1971 bis 1986 dort Philosophie, zuerst als wiss. Assistentin. Im Jahre 1979 habilitierte sie sich und wurde apl. Professorin in Göttingen, ging 1986 an die Columbia University New York und 1989 an die Harvard University. Von 1997 bis 2000 war sie der sechste Laurence Professor of Ancient Philosophy an der Universität Cambridge, England. 2000 kehrte sie nach Harvard zurück und wurde 2011 emeritiert. Seit 2012 lebt sie in Hamburg.

## Forschung und Lehre
Striker konzentrierte sich in der Lehre auf Platon und Aristoteles, berücksichtigte aber auch frühere und spätere griechische und römische Autoren. Veröffentlicht hat sie hauptsächlich zur Erkenntnistheorie und Ethik in der hellenistischen Philosophie (Stoiker, Epikureer, Skeptiker) und zur Logik des Aristoteles. Sie ist Mitherausgebern der Schriftenreihe Hypomnemata. Untersuchungen zur Antike und zu ihrem Nachleben.

## Auszeichnungen
1993 wurde sie zum Mitglied der American Academy of Arts and Sciences gewählt.

## Schriften (Auswahl)
- Peras und Apeiron. Das Problem der Formen in Platons Philebos (= Hypomnemata. Heft 30). Vandenhoeck & Ruprecht, Göttingen 1970.
- Κριτήριον τῆς ἀληθείας (= Nachrichten der Akademie der Wissenschaften in Göttingen. Jahrgang 1974, Nummer 2). Vandenhoeck & Ruprecht, Göttingen 1974.
- als Hrsg. mit Malcolm Schofield: The Norms of Nature. Studies in Hellenistic Ethics. Cambridge University Press, Cambridge 1986.
- Essays on Hellenistic Epistemology and Ethics. Cambridge University Press, Cambridge 1996 (Rezension von William O. Stephens, Bryn Mawr Classical Review 97.6.9).
- als Hrsg. mit Michael Frede: Rationality in Greek Thought. Clarendon Press, Oxford 1996.
- Aristotle, Prior analytics Book 1. Translated with an introduction and commentary. Clarendon Press, Oxford 2009.